# Magnetická anomálie
Magnetická anomálie je rozdíl mezi skutečnou hodnotou některé z charakteristik magnetického pole Země a normální hodnotou v okolí. Tento rozdíl je způsoben geologickou stavbou povrchových vrstev a jejich feromagnetických vlastností v okolí.
Vznik magnetické anomálie je způsoben schopností čediče uchovat magnetizaci. Hornina bohatá na feromagnetické látky si uchovává po ztuhnutí magnetickou orientaci ovlivněnou polohou zemských magnetických pólů.
Magnetické anomálie se nacházejí uprostřed oceánů a rozlišuje se anomálie kladná a negativně uspořádaná. Směr kladně zorientované anomálie je uspořádán rovnoběžně se současným směrem magnetizace. Anomálie zmagnetovaná negativně má směr orientace opačný a vznikla při opačné orientaci zemských pólů. Takto zachovávají magnetické anomálie uprostřed oceánů orientaci magnetických pólů Země v době chladnutí čedičových vyvřelin.